# Konstantin Zyrjanov
Konstantin Georgievič Zyrjanov (in russo Константин Георгиевич Зырянов?; Perm', 5 ottobre 1977) è un allenatore di calcio ed ex calciatore russo, di ruolo centrocampista difensivo.

## Carriera

### Club
Con il club di San Pietroburgo ha vinto la Prem'er-Liga 2007 e la Coppa UEFA 2007-2008, realizzando anche un gol nella finale contro i Rangers giocata nel City of Manchester Stadium.

### Nazionale
Viene convocato per il campionato d'Europa 2008, durante il quale sigla anche il gol-partita nell'incontro Grecia-Russia.
L'8 giugno 2012 esordisce da titolare agli Europei nella partita contro la Repubblica Ceca (4-1).

## Palmarès

### Club

#### Competizioni nazionali
- Campionato russo: 1

Zenit: 2007
- Coppa di Russia: 1

Zenit: 2009-2010
- Supercoppa di Russia: 2

Zenit: 2008, 2011

#### Competizioni internazionali
- Coppa UEFA: 1

Zenit: 2007-2008
- Supercoppa UEFA: 1

Zenit: 2008

### Individuale
- Calciatore russo dell'anno: 1

2007